# (500551) 2012 UR40
(500551) 2012 UR40 es un asteroide perteneciente al cinturón de asteroides, descubierto el 5 de octubre de 2012 por el equipo del Spacewatch desde el Observatorio Nacional de Kitt Peak, Arizona, Estados Unidos.

## Designación y nombre
Designado provisionalmente como 2012 UR40.

## Características orbitales
2012 UR40 está situado a una distancia media del Sol de 3,097 ua, pudiendo alejarse hasta 3,652 ua y acercarse hasta 2,541 ua. Su excentricidad es 0,179 y la inclinación orbital 3,068 grados. Emplea 1991,10 días en completar una órbita alrededor del Sol.

## Características físicas
La magnitud absoluta de 2012 UR40 es 16,6. 